# 桐山和久
桐山 和久（きりやま かずひさ、2000年4月26日 - ）は、日本の声優、歌手、作家。東京都出身。

## 略歴
東邦音楽大学附属東邦中学校ピアノ専攻、バンタンゲームアカデミー高等部アニメ&ゲーム声優専攻卒業。
2017年よりヘアモデル活動を開始し、美容媒体に多数掲載。
2018年3月、音楽ユニットのメインボーカルとしてインディーズデビュー。同年5月7日、ゲームアプリ『ダッシュ！』で声優デビュー。同年11月、ソニー・ミュージックアーティスツ主催のオーディション『アニストテレス vol.7』でファイナリストに選出され、同事務所に所属する。
2019年5月12日、Twitter開設と共に、芸名を櫻井 和久から桐山 和久に改名した。
2021年1月16日公開の『ネズラ1964』で映画初出演、若かりし頃の宇津井健がモデルとなっているウツミ役を演じた。同年2月、歌と朗読の配信ライブ『maruxenon Live Vol.41』にて上演された「Please, help me?」で脚本初担当。同年3月31日、ソニー・ミュージックアーティスツを退所し、フリーランスとなる。同年7月2日、noteにてブログの投稿を開始。
2022年3月1日、細村愉吏と音楽ユニット「Noveloose（）」を結成し、ボーカル・作詞を担当。同年4月8日、1st Digital EP『and Memories』をリリース。
2023年7月2日、Instagramを開設。

## 人物
特技：ヘアスタイリング、スキー、ソフトクリームを綺麗に高く巻く
趣味：楽器（ピアノ・カホン）、サイクリング、散歩、特撮ドラマ鑑賞、ラジオ鑑賞、伊達メガネ集め
J-POP・アイドル・声優の仮歌やコーラスを多数担当。音楽活動はボーカルのみならず、ピアノやパーカッション（タンバリン・カホン 他）など、楽器の演奏もライブで披露している。
SPICY BOYS with Sugar Boyでのメンバーカラーはピンク。

### エピソード
中学時代にラジオのメール職人をしており、文化放送『東映公認 鈴村健一・神谷浩史の仮面ラジレンジャー』の番組本「東映公認 鈴村健一・神谷浩史の仮面ラジレンジャー 大百科」に採用メールが数通掲載されたことを明かしている。
サウンドプロデューサーのOGAWA RYOとは、桐山が16歳の頃からの音楽仲間であり、共に楽曲のリリースもしている。
2022年10月31日（ハロウィン）、芸術家のハムスターの息子に産まれて良かったや声優のせんすらと『仮面ライダーアマゾン』の登場キャラクタ―「十面鬼ゴルゴス」の仮装をしていたところ、ゲームクリエイターの金子彰史に遭遇している。また、この仮装の写真が2023年8月13日放送のフジテレビ『ワイドナショー』にて取り上げられた。

## 出演
太字はメインキャラクター。

### ゲーム
- ダッシュ！（2018年、海賊、男、船員、おじさん、伯爵、海兵、観客[4]）
- イケメン×ヨーヨー（2019年、リオン、執事[4]）※VANTAN STUDENT FINAL 2019出展作品
- Obey Me!（2021年、ラファエル[18]）
- Obey Me! Nightbringer（2023年、ラファエル[19]）
- のり男子っ!!（2024年、カン・ノリン[20]）

### ウェブアニメ
- 村の英雄 茨城レンジャー（2024年、茨城レッド[21]）

### ボイスコミック
- 一言のシン（2022年 - 2025年、山本シン〈2代目〉[22]）

### オーディオドラマ
- こえのこころえ -九之重学園 朗読部-（2022年、藤木くん[23]）
- Ex and Bee: Nightfall's Coven（ビョルン・ディモルガード[24]）
  - Season 1（2024年）
    - Meeting in the Rain with Bee（2024年）

  - Season 2「The Silent Siren」（2025年）
- 村の英雄 茨城レンジャー（2024年、茨城レッド〈Team KUYNA〉[25]）

### ドラマCD
- Give shape to thought（2019年）※VANTAN STUDENT FINAL 2019出展作品[4]
  - のっぺらぼうの女子会（田中狐太郎）
  - 私の初恋に祝福を（氷川友貴）
- イン&ヤン 陰「桔梗の雫」（2022年、テンマ〈乙〉[26]）
- Spicy Café -スパイシーカフェ- Season2（2023年、籠女・K・チャップ[27]）

### ナレーション
- お笑い4コマパーティー ロロロロ 新番組予告（2024年3月、中京テレビ）[28]

### 映画
- ネズラ1964（2021年1月16日、3Y Film） - ウツミ 役[7]

### 舞台
- バンタンゲームアカデミー高等部 アニメ&ゲーム声優専攻16生 卒業公演「ぼくらの銀河鉄道の夜」（2019年3月16日、バンタンゲームアカデミー） - 生徒、たか、青年 役[4]

### 朗読劇
- maruxenon Presents 劇団18馬力 2019年秋公演（2019年9月6日、Goodstock Tokyo） - 司会[29]
  - 「たかしくん幽霊と漫才コンビを組む」 - よねだたかし 役[30]
- かんづめズ 長編朗読公演 vol.1「機械少女は坂鏡桃華の夢を見るか」（2020年4月17日 - 19日、APOCシアター） - ジフ〈Aチーム〉、ナオ〈Bチーム〉 役[31][32][注 3]
- かんづめ リモート！vol.4（2022年2月27日、スタジオキッカ ※無観客配信公演）[34]
  - 「わたしのオデコ」 - ソウスケ 役
  - 「月の丘」 - 伊東信也 役
- Try-Angle presents 配信朗読劇 懸想～恋彼方「ひまわりと麦畑」（2022年3月19日 - 25日） - ルーラン〈チーム方〉 役[35]
- かんづめ なな缶目（2022年7月2日、光塾 COMMON CONTACT 並木町）[36][注 4]
  - 「BEISPIELLOSE」 - タナカ 役
  - 「もう、君の声さえも思い出せない」 - 春木 役
  - 「ストロベリーブレット」 - ソーマ 役
  - 「ボクは貴方のモノですから」 - 伯爵、護衛 役
- かんづめ 10缶目（2024年2月17日・18日、光塾 COMMON CONTACT 並木町）[38]
  - 「嘘つきと花束」 - レンチン〈Aチーム〉 役
  - 「優しいエンジン」 - 蓮〈Aチーム〉 役
  - 「ヒカルトウキョウ」 - ヒカル〈2月18日18:00公演〉 役
- かんづめズ 特別公演 Links -リンクス-（2024年11月23日・24日、光塾 COMMON CONTACT 並木町）[39]
  - 「シャノン」 - ピース〈Aチーム〉 役
  - 「水辺の少年」 - ヤマト〈Aチーム〉 役
  - 「失恋したときに飲むくすり」 - 松浦〈Bチーム〉 役
  - 「怪物のこども」 - モーゼル〈Bチーム〉 役
- かんづめ 11缶目（2025年3月22日・23日、光塾 COMMON CONTACT 並木町）[40]
  - 「Branco -ブランコ-」 - アル〈Bチーム〉 役
  - 「family!」 - 大隈梗介〈Aチーム〉 役
  - 「瑠璃色の小窓」 - 山田〈Bチーム〉 / フミノリ / 彼〈Aチーム〉 役
- かんづめズ 特別公演 Links2 -リンクス2-（2025年9月6日・7日、光塾 COMMON CONTACT 並木町）[41]

### ウェブ番組
- SingLike!（2022年5月20日 - 12月9日、YouTube）[42]
- Midnight Snack: Blood & Stories（2025年5月29日 - 、YouTube）[43]

### ウェブドラマ
- 忍者戦隊カクレンジャー 第三部・中年奮闘編（2024年8月4日、東映特撮ファンクラブ）※エキストラ出演[44]

### ウェブラジオ
- Ex and Bee in 5min Quick Cast Talk（2024年10月10日 - 11月19日、BOOTH）

## スタッフ

### 合同ライブ
- maruxenon Live Vol.41（2021年2月4日・5日、Goodstock Tokyo ※無観客配信ライブ） - 朗読劇「Please, help me?」脚本[8]
- maruxenon Live Vol.44（2021年5月15日、Goodstock Tokyo ※無観客配信ライブ） - 朗読劇「なぞなぞ」「Please, help me??」「都合のお話」脚本[45]
- maruxenon Live Vol.47（2022年2月5日、Goodstock Tokyo） - 朗読劇「Please, help me?」「なぞなぞ」「Please, help me??」脚本[46]

### イベント
- 峯田茉優 BIRTHDAY EVENT '22 ～Come up～（2022年11月23日、新宿グラムシュタイン） - 構成[47]
- 峯田茉優 FUN Meeting '22 ～The Answer～（2022年11月23日、新宿グラムシュタイン） - 構成、朗読劇脚本[47]
- SPICY BOYS with Sugar Boy「Spicy Xmas ～クリスマスやし、ざっくり済ます？いやちゃんと聖夜っ！今年もスーツやXmasパーティー2023～」（2023年12月24日、ルフール なんば道頓堀店） - 撮影協力[48]
- 海渡翼 ～ファンミーティング～（2024年7月27日、新宿グラムシュタイン） - 構成[49]
- 海渡翼 ～バースデーイベント2024～（2024年9月15日、日本橋PACMAN） - 構成[50]
- Obey Me! 1st Virtual Concert -OVERTURE- 応援上映会（2024年10月26日、池袋HUMAXシネマズ） - 撮影協力[51]
- 瀬川あみ 写真展「夢と現実の境目」（2024年11月23日・24日、光塾 COMMON CONTACT 並木町） - 展示写真タイトル考案[52]

## ディスコグラフィ

### 歌手参加作品
| 発売日         | 商品名                            | 歌                   | 楽曲                                                       |
| -------------- | --------------------------------- | -------------------- | ---------------------------------------------------------- |
| 2022年4月8日   | and Memories                      | Noveloose            | 「Lonely Sky」 「Midnight」 「Letter」                     |
| 2022年10月28日 | Beginners'                        | Noveloose            | 「Shout!」 「Wolf Man」 「最終電車」 「このまま」          |
| 2023年11月8日  | Say It Back (桐山和久 Cover Ver.) | OGAWA RYO & 桐山和久 | 「Say It Back (桐山和久 Cover Ver.)」                      |
| 2024年4月3日   | TOY SOUNDS                        | OGAWA RYO            | 「ヘンリー (feat. 桐山和久)」 「CREATOR (feat. 桐山和久)」 |

### その他参加作品
| 発売日        | 商品名                | 歌                | 楽曲                      | 備考         |
| ------------- | --------------------- | ----------------- | ------------------------- | ------------ |
| 2019年4月29日 | Un Suono              | DUSTY FRUITS CLUB | 「Herz」                  | コーラス参加 |
| 2020年9月25日 | Feel Me (feat. Kaoli) | Go Go Flamingo    | 「Feel Me (feat. Kaoli)」 | コーラス参加 |

### 制作楽曲
- Noveloose
  - Lonely Sky（作詞）
  - Midnight（作詞）
  - Letter（作詞）
  - Shout!（作詞）
  - Wolf Man（作詞）
  - Take Me Out -Twist-（作曲）
  - 最終電車（作詞）
  - このまま（作詞）

#### 未音源化楽曲
- 左手（作詞・作曲）[54]

## ライブ・イベント

### 合同ライブ
| 出演日            | タイトル                                          | 会場                                          | 備考                                                                                       |
| ----------------- | ------------------------------------------------- | --------------------------------------------- | ------------------------------------------------------------------------------------------ |
| 2019年5月6日      | 音楽の寄席                                        | 北とぴあ 飛鳥ホール（東京都）                 | [ 注 7 ]                                                                                   |
| 2019年5月12日     | maruxenon Live Vol.30                             | 恵比寿天窓.switch（東京都）                   |                                                                                            |
| 2019年7月4日      | maruxenon Live Vol.31 with DUSTY FRUITS CLUB      | CLUB CRAWL（東京都）                          | オープニングアクト                                                                         |
| 2019年11月13日    | maruxenon Live Vol.33                             | 恵比寿天窓.switch（東京都）                   |                                                                                            |
| 2020年8月12日     | maruxenon Live Vol.36                             | CLUB CRAWL（東京都） ※無観客配信ライブ        |                                                                                            |
| 2020年9月17日     | maruxenon Live Vol.38                             | Goodstock Tokyo（東京都） ※無観客配信ライブ   |                                                                                            |
| 2020年10月22日    | maruxenon Live Vol.39                             | 恵比寿天窓.switch（東京都） ※無観客配信ライブ |                                                                                            |
| 2020年12月27日    | 音楽の奏空                                        | 北とぴあ ドームホール（東京都）               | MC                                                                                         |
| 2021年2月4日・5日 | maruxenon Live Vol.41                             | Goodstock Tokyo（東京都） ※無観客配信ライブ   | 「ウタウタイ」 - ウタウタイ 役 「Please, help me?」 - プリーズ 役 「青紫」 - 藤堂 役       |
| 2021年3月18日     | maruxenon Live Vol.42                             | Goodstock Tokyo（東京都） ※無観客配信ライブ   |                                                                                            |
| 2021年5月15日     | maruxenon Live Vol.44                             | Goodstock Tokyo（東京都） ※無観客配信ライブ   | 「ウタウタイ」 - ウタウタイ 役 「大丈夫屋さん」 - 安斉 役 「さなだやま診療所」 - 若先生 役 |
| 2021年9月23日     | Dahlma Kahlma Vol.6                               | 目黒カフー（東京都） ※無観客配信ライブ        |                                                                                            |
| 2021年11月7日     | maruxenon Live Vol.46                             | GRAPES KITASANDO（東京都）                    |                                                                                            |
| 2022年2月5日      | maruxenon Live Vol.47                             | Goodstock Tokyo（東京都）                     | 「なぞなぞ」 - 主人公 役 「Please, help me??」 - プリーズ 役                               |
| 2022年2月15日     | maruxenon Live Vol.48                             | CLUB CRAWL（東京都）                          |                                                                                            |
| 2022年4月2日      | たまて×島村正 presents「ROCKET START」            | 新宿Live Freak（東京都）                      | Novelooseとして出演                                                                        |
| 2022年5月15日     | CIMS Music創立記念 ～CIMS Music Festival～        | Yokohama mint hall（神奈川県）                | Novelooseとして出演                                                                        |
| 2022年6月11日     | 汐音 presents「The Mix Music in 2022」            | 新宿HEAD POWER（東京都）                      | Novelooseとして出演                                                                        |
| 2022年7月23日     | SUMMER BREEZE                                     | 上野音横丁（東京都）                          | Novelooseとして出演                                                                        |
| 2022年8月13日     | maruxenon Live Vol.52                             | Goodstock Tokyo（東京都）                     |                                                                                            |
| 2022年8月19日     | Dreamy the field Vol.4 ～Acoustic Night～         | DJ BAR ROOTS（東京都）                        | Novelooseとして出演                                                                        |
| 2023年3月27日     | ミウラアイム 5th ANNIVERSARY EVENT《Dimension V》 | 池袋BlackHole（東京都）                       |                                                                                            |
| 2023年9月14日     | maruxenon Live Vol.60                             | Goodstock Tokyo（東京都）                     |                                                                                            |
| 2024年3月20日     | ミウラアイム 6th ANNIVERSARY EVENT《Riddle 666》  | 池袋BlackHole（東京都）                       |                                                                                            |
| 2024年4月11日     | maruxenon Live Vol.64                             | CLUB CRAWL（東京都）                          |                                                                                            |

### イベント
| 出演日        | タイトル                                                             | 会場                                     | 備考             |
| ------------- | -------------------------------------------------------------------- | ---------------------------------------- | ---------------- |
| 2021年11月6日 | アニメイトガールズフェスティバル2021「BAD TOWN REVERSAL 1st lounge」 | サンシャインシティ 展示ホールC（東京都） | グッズ販売員     |
| 2023年8月14日 | SPICY BOYS with Sugar Boy「SPICY SUMMER!!」                          | 池袋EDGE（東京都）                       | ゲスト           |
| 2024年3月20日 | SPICY BOYS with Sugar Boy「SPICY BOYS with YOU!!」                   | 池袋BlackHole（東京都）                  | サプライズゲスト |
| 2024年8月25日 | SPICY BOYS with Sugar Boy「SPICY SUMMER!! 2024」                     | 池袋BlackHole（東京都）                  | ゲスト           |

### ユニットメンバー
1. 1 2 3  桐山和久、細村愉吏
2. ↑  白河みずな、辻史人、酒井夏海、櫻井和久、悠月ひまり、天里月乃、双葉莉子